# Sanmenxiadam
De Sanmenxiadam is een stuwdam in de Gele Rivier. De dam ligt in Sanmenxia op de grens van de provincies Shanxi en Henan in het centrum van de Volksrepubliek China. Het was de eerste grote dam in de rivier en gebouwd met hulp van de Sovjet-Unie. In 1957 begon de bouw en in 1960 was het werk gereed. De Gele Rivier voert veel sediment mee en al bij de bouw zijn grote problemen ontstaan door het neerslaan van het sediment in het stuwmeer.
In 1935 werden de eerste plannen gemaakt nadat de Gele Rivier buiten de oevers was getreden en veel schade had veroorzaakt. Door de Tweede Chinees-Japanse Oorlog (1937-1945) werden de plannen vertraagd. Na ruim twintig jaar, in 1957, werd de bouw gestart. China kreeg hierbij de hulp van ingenieurs uit de Sovjet-Unie waarmee het toen nog goede relaties onderhield. Bij het ontwerp kwam het waterniveau van het stuwmeer op 340 meter boven de zeespiegel te liggen en zo'n 400.000 mensen moesten verhuizen om plaats te maken voor het stuwmeer.
In juni 1960 was de dam gereed en het stuwmeer gevuld. Het werk was een grote prestatie en een afbeelding van de dam werd op bankbiljetten gedrukt. Door de aanvoer van sediment liep het stuwmeer vol en bleef minder ruimte voor het water over. In de 18 maanden dat de rivier was afgedamd om het stuwmeer te vullen sloeg 1,8 miljard ton sediment neer. Dit leverde problemen op voor de scheepvaart en ook kwam meer land onder water te staan dan verwacht, waardoor een tweede verhuizing van bewoners rond het meer noodzakelijk was. 
Verbeteringen werden doorgevoerd om het sediment af te voeren. Hiervoor werden twee tunnels geboord ver onder de waterspiegel, op 290 meter boven zeeniveau, om het sediment met water te spuien. Verder werden vier buizen voor turbines ook hiervoor gebruikt en dit ging ten koste van de elektriciteitsproductie. Dit was onvoldoende en in 1970 en 1971 werden acht sluizen in de voet van de dam bijgeplaatst. In 1970 leek het probleem opgelost, er werd evenveel sediment afgevoerd als er binnenkwam.
Het probleem met het sediment is nooit afdoende opgelost, slechts 10% van de oorspronkelijke watercapaciteit is beschikbaar. Dit is onvoldoende om de grote toevloed van water in de natte periode op te vangen en dit heeft geleid tot wateroverlast stroomopwaarts en in de vallei van de Wei rivier. Deskundigen noemen het project mislukt. Professor Zhang Guangdou, gesteund door de bestuurders van de provincie Shaanxi, pleitte voor een afbraak van de dam om verdere overstromingen te voorkomen. Andere critici van de dam zijn gearresteerd en gevangengezet. Xie Chaoping, de auteur van het boek The Great Relocation die de corruptie rond en het leed van de mensen bij de gedwongen verhuizing in de jaren vijftig beschreef, werd ook gearresteerd maar na 30 dagen weer in vrijheid gesteld vanwege een gebrek aan bewijs.
In 2017 werd het zestigjarig bestaan van de dam gevierd.
De dam is gemaakt van beton. Met de bouw werd in 1957 begonnen en in 1960 was het werk gereed. Door de problemen met het sediment werden de Francisturbines voor de opwekking van elektriciteit pas begin jaren zeventig geplaatst. De turbines en generatoren hebben een totaal opgesteld vermogen van 400 megawatt (MW). Het stuwmeer is 2350 km² groot en heeft een inhoud van 16,2 km³. Het aandeel water in het stuwmeer is gedaald door het sediment en de productie van elektriciteit ligt lager dan oorspronkelijk beoogd.